# Calyptrogenia grandiflora
Calyptrogenia grandiflora är en myrtenväxtart som beskrevs av Karl Ewald Maximilian Burret. Calyptrogenia grandiflora ingår i släktet Calyptrogenia och familjen myrtenväxter. Inga underarter finns listade i Catalogue of Life.